# Bomberman 64: The Second Attack
Bomberman 64: The Second Attack (Baku Bomberman 2 (爆ボンバーマン２) au Japon) est un jeu vidéo de puzzle sorti en 1999 sur Nintendo 64. Le jeu a été développé et édité par Hudson Soft au Japon, et édité par Vatical Entertainment en Amérique du Nord. Le jeu n'est jamais sorti en Europe.